# 近交系メダカ
近交系メダカ（きんこうけいメダカ）とは、近親交配（多くの場合は、兄妹・姉弟同士の交配）を20世代以上継続して得られた、遺伝子的にほぼ同一になったメダカ系統のことである。言い換えれば、この系統内ではどの個体をとっても遺伝子の組成がほぼ同一である。純系メダカともよばれる。
メダカは医学や生物学で実験動物あるいはモデル生物として広く用いられている。実験動物では、個々の個体の間での実験結果の変動をできるだけ最小限にする必要がある。変動の原因のひとつである個体間での遺伝的な差異をできるだけ減らすためには、近交系の動物を使用する必要がある。
放射線医学総合研究所の田口泰子は10年近くの研究のすえ、メダカの近交系を作出することに初めて成功した（発表は1979年）。マウスやラットなどの哺乳類の実験動物の近交系は数多く作られているが、魚類などの非哺乳類の近交系は世界でもきわめて珍しい。現在（2006年）、HNI、Hd-rR、HO4C、Hi3など、約10系統の近交系メダカが放射線医学総合研究所で保存され、世界中に提供されている。東京大学の嶋昭紘らもAA2などのメダカ近交系を作成、保存、提供している。最近では、ドイツでも近交系メダカCabが作られるようになった。
これらの系統の中で最もよく使用されるのはHd-rR系統である。この系統は雄と雌が体色によって判別可能なため、環境ホルモンの研究によく使われる。
さらにメダカゲノム解析では、Hd-rRとHNI系統の存在が決定的な役割をはたした。ドラフトレベルのメダカゲノム解析は3年間という短期間で終了したが、もし近交系メダカがなかった場合には、このような短期間での解析終了はありえなかった。実際、メダカより前にゲノム解析が開始されたゼブラフィッシュでは、材料に用いたDNAの多型性のために未だ解析が終了していない。
また、メダカ近交系の系統の間には生物学的性質に大きな差があることが知られている。例えば、体形、脳の形、行動、放射線感受性、卵の大きさなどに違いが見られ、その原因遺伝子（群）の解明が行われている。